# 6LoWPAN
6LoWPAN (IPv6 over Low power Wireless Personal Area Networks) es un estándar que posibilita el uso de IPv6 sobre redes basadas en el estándar IEEE 802.15.4. Hace posible que dispositivos como los nodos de una red inalámbrica puedan comunicarse directamente con otros dispositivos IP.